# Elegant havssnöre
Elegant havssnöre (Nanomia cara) är ett nässeldjur som beskrevs 1865 av Alexander Agassiz. Den är en kolonial organism som ingår i släktet Nanomia och familjen Agalmatidae. Inga underarter finns listade i Catalogue of Life.

## Utseende och anatomi

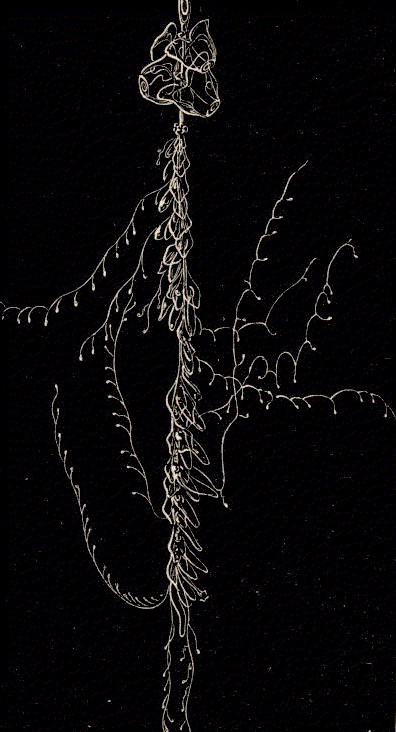

Som med alla arter inom ordningen Siphonophora tyckas havssnören vara en enda organism, men varje exemplar är en koloni av specialiserade små organismer som kallas zooider. Zooiderna är fästa och fysiologiskt kopplade vid varandra så till den grad att de inte kan överleva ensamma.
Kolonin kan bli flera meter lång och består av en central sträng där det sitter trådliknande tentakler med nässelceller. Kolonin har en gasfylld blåsa i ena änden för flytkontroll. Efter denna uppblåsbara struktur bildar ett stort antal simklockor en 5-20 cm lång förtjockning på kolonin. Simklockorna är individuella djur som ger framdrivning till kolonin. Deras pulserande rörelser koordineras genom ett gemensamt nätverk av nerver.

## Utbredning och habitat
Arten lever pelagiskt över hela Nordatlanten. Den förekommer främst på djupa vatten, men kan ibland dyka upp i stora antal nära ytan.

## Ekologi
Dessa havsrovdjur sprider sina tentakler för att fånga plankton med hjälp av nervgift. Elegant havssnöre kan också sända ut ljus när det är mörkt, så kallad bioluminiscens.